# HMS Activity (D94)
«Ектівіті» (англ. HMS Activity (D94)) — британський ескортний авіаносець часів Другої світової війни.

## Історія створення
Корабель був закладений 1 лютого 1940 року як торгове судно «Telemachus» на верфі «Caledon Shipbuilding & Engineering Company» у Данді.
У січні 1942 року вирішено переобладнати недобудований корабель на ескортний авіаносець. Роботи тривали 9 місяців. За основу взяли проєкт HMS Audacity (D10), проте його значно вдосконалили.
Авіаносець «Ектівіті» мав невелику острівну надбудову, ангар висотою 6,4 м для розміщення 10 літаків, літакопідйомник (12,8x6,1 м). Польотна палуба мала розміри 151,8×20,1 м. Запас авіаційного палива становив 91 000 л.
У трюм помістили 1600 тонн баласту, підводну частину корпусу розділили на відсіки. Деякі бойові пости отримали протиосколкове бронювання.
На кораблі були встановлені радари та гідроакутична станція.
Озброєння складалось зі спарених 102-мм гармат та 20 зенітних автоматів «Ерлікон». Запас озброєння для літаків становив 10 торпед, 144 глибинні бомби, 36 227-кг бомб, 96 113-кг бомб.

## Історія використання
Початково «Ектівіті» використовувався як навчальний авіаносець для підготовки пілотів.
У січні — серпні 1944 року авіаносець супроводжував трансатлантичні та полярні конвої. Його винищувачі збили 5 німецьких літаків, а також брали участь у потопленні підводних човнів U-355 та U-288.
З серпня 1944 року «Ектівіті» здійснював перевезення літаків на Цейлон та використовувався для навчання пілотів.
20 жовтня 1945 року авіаносець вивели в резерв. 25 березня 1946 року він був проданий компанії «Glen Lines», перебудований у торгове судно, яке отримало назву «Breconshire». Корабель використовувався до 1967 року, після чого проданий на злам.